# Rainbow Six (romanzo)
Rainbow Six è un romanzo di Tom Clancy in cui viene narrata la storia di una squadra di antiterrorismo dal nome in codice "Rainbow". Nonostante l'opera sia collegata ad altre opere di spionaggio-fantapolitica dello stesso autore in cui si narra la vita di John Patrick Ryan jr., il personaggio di Jack Ryan compare solo come riferimento al Presidente amico di John Clark (il protagonista).

## Trama
John Clark è un ex-membro dei Navy SEAL, i corpi d'élite della Marina degli Stati Uniti, che ha operato in diverse missioni di ricognizione e salvataggio in Vietnam, facendo poi carriera nella CIA come membro paramilitare. Nel momento in cui la NATO forma un gruppo antiterrorismo internazionale, Rainbow (letteralmente in italiano "arcobaleno"), l'uomo viene chiamato a dirigerlo con il nome in codice di Rainbow Six, e porta con sé Domingo Chavez, ex-militare e membro della CIA da tempo, oltre che marito di sua figlia Patricia. I due, insieme col vice di Clark, un inglese di nome Alistair, sventano per caso un dirottamento sul volo che li porta ad Hereford, nel Regno Unito, e base del 22º Reggimento SAS.
Lì incontrano il resto del gruppo multinazionale, con personale francese, inglese, italiano, statunitense e tedesco. Presto il gruppo viene chiamato in un'operazione in Svizzera, Austria e Spagna da una serie di atti terroristici apparentemente slegati tra loro, e tutte si concludono con un brillante successo degli uomini di Rainbow.
In realtà queste azioni sono sponsorizzate dal capo di un gruppo terroristico di matrice ecologista e proprietario di una multinazionale farmaceutica. Questi ha sviluppato un terribile virus, "Shiva", derivato dall'ebola, che ha intenzione di diffondere tra l'umanità intera per "ripulire" la Terra dal suo peggior virus, l'uomo. Inoltre, la sua ex-moglie occupa il ruolo di sottosegretario all'ambiente nel governo degli Stati Uniti, ma in realtà è un'infiltrata dell'organizzazione. Lo scenario previsto per diffondere il virus sono le Olimpiadi di Sydney, e a questo scopo un'azienda di sicurezza collegata al gruppo ha ottenuto un ruolo primario nella sorveglianza degli impianti; ma un errore di valutazione porta un loro collaboratore ed ex-agente del KGB, cooptato nel gruppo di quelli destinati a sopravvivere a sua insaputa, a rendersi conto del piano e a contattare la CIA; da questo, Rainbow dapprima sventa l'attacco biologico a Sydney,  poi si reca nella giungla amazzonica presso la sede segreta del gruppo terroristico. Gli operatori, al termine del raid, non trovando prove sufficienti per incriminare e processare gli autori degli attentati, decidono di distruggere le loro scorte, lasciandoli a confrontarsi con la natura solo con mezzi primitivi e condannandoli di fatto alla morte.